# Сеница (община)
Сеница е община в областта Санджак, в югозападната част на Сърбия, Златиборски окръг. Заема площ от 1059 км2. Административен център е град Сеница.

## Население
Населението на общината през 2002 година е 27 970 души.
Етнически състав:
- бошняци-20 512 (73,34%) жители
- сърби-6572 (23,50%) жители
- мюсюлмани-659 (2,36%) жители
- други-227(0,81%) жители

## Населени места
| - Аливеровиче - Багачиче - Баре - Бачия - Биоц - Блато - Богути - Божов Поток - Боляре - Боришиче - Боровиче - Бреза - Бърница - Буджево - Вапа - Весковиче - Височка - Вишнева - Вишнице - Врабци - Връбница | - Върсенице - Голубан - Горно Лопиже - Гошево - Грабовица - Градац - Гъргае - Доличе - Долно Горачиче - Долно Лопиже - Драгойловиче - Дражевиче - Дружиниче - Дубница - Дуга Поляна - Дуйке - Дунишиче - Жабрен - Житниче - Забърдже | - Заечиче - Захумско - Евик - Езеро - Калиполе - Камешница - Каневина - Караюкича Бунари - Киевци - Кладница - Кнежевац - Козник - Кокошиче - Краиновиче - Кривая - Кърня Ела - Кръстац - Кърче - Лиева Река - Лютае | - Машовиче - Медаре - Меджугор - Миличи - Папиче - Петрово Поле - Плана - Пода - Понорац - Праля - Раждагиня - Расно - Распоганче - Растеновиче - Рашковиче - Сеница - Скрадник - Страиниче - Ступ - Сугубине | - Сушица - Трешневица - Триебине - Тузине - Тутиче - Увац - Угао - Урсуле - Ушак - Фиюл - Царичина - Цетановиче - Цървско - Църчево - Чедово - Чипале - Читлук - Шаре - Шушуре - Щавал - Шушуре |